# أوتو سيفلينغ
أوتو سيفلينغ (3 أغسطس 1912 – 20 أكتوبر 1939) لاعب كرة قدم ألماني راحل كان يجيد اللعب في خط الهجوم .
لعب طوال مسيرته الرياضية في نادي فالدوف مانهايم (؟؟؟؟-1939).
مثل منتخب ألمانيا في 31 مباراة مسجلا 17 هدف (1934-1938). شارك مع منتخب ألمانيا في بطولة كأس العالم 1934 في إيطاليا حيث احتل المركز الثالث و بطولة كأس العالم لكرة القدم 1938 في فرنسا حيث خرج من الدور الأول.

## وصلات خارجية
- أوتو سيفلينغ على موقع قاعدة بيانات كرة القدم.إي يو (الإنجليزية)
- أوتو سيفلينغ على موقع ناشيونال فوتبول تيمز (الإنجليزية)
- أوتو سيفلينغ على موقع عالم كرة القدم.نت (الإنجليزية)
- أوتو سيفلينغ على موقع أوليمبيديا (الإنجليزية)

- هذا سيرة ذاتية